# التزييف العميق للمواد الإباحية
التزييف العميق للمواد الإباحية، أو ببساطة المواد الإباحية المزيفة، هي نوع من المواد الإباحية الاصطناعية التي يتم إنشاؤها عن طريق تغيير المواد الإباحية الموجودة بالفعل من خلال تطبيق تقنية التزييف العميق على وجوه الممثلين أو الممثلات الإباحية ووضع وجه أحد المشاهير أو شخص ما عليها. أثار استخدام التزييف العميق للمواد الإباحية جدلاً لأنه يتضمن إنشاء ومشاركة مقاطع فيديو قد تبدو واقعية تظهر أفرادًا غير موافقين، وعادةً ما يكون المشاهير من الإناث، ويستخدم أحيانًا في الانتقام الإباحي. ويتم بذل الجهود لمكافحة هذه المخاوف الأخلاقية من خلال التشريعات والحلول القائمة على التكنولوجيا.